# Município de Hatteras
O município de Hatteras (em inglês: Hatteras Township) é um localização localizado no  condado de Dare no estado estadounidense da Carolina do Norte. No ano 2010 tinha uma população de 2.921 habitantes.

## Geografia
O município de Hatteras encontra-se localizado nas coordenadas 35° 15′ 07,64″ N, 75° 36′ 13,56″ O.